# Кориолис, Гаспар-Гюстав
Гаспа́р-Гюста́в де Кориоли́с (фр. Gaspard-Gustave de Coriolis; 21 мая 1792 — 19 сентября 1843) — французский математик, механик и инженер. Больше всего известен работой, посвящённой изучению эффекта Кориолиса. Также известен теоремой об ускорениях в абсолютном и относительном движениях, называемой теорема Кориолиса.

## Биография
Окончив Политехническую школу (1808), а затем (1812) Школу мостов и дорог (фр.), он некоторое время работал на стройках.
С 1816 года начал преподавать в Политехнической школе, где вскоре стал профессором, а затем директором учебной части школы. В 1829 году Гаспар-Гюстав Кориолис стал профессором Школы искусств; 28 января 1836 года становится членом Парижской Академии Наук.
С раннего детства Кориолис отличался здоровьем, слабым настолько, что у него, как писал его биограф, «каждое утро возникала проблема, как прожить до вечера». Кориолис умер в 1843 году в возрасте пятидесяти одного года. Похоронен на кладбище Монпарнас в Париже.

## Научная деятельность
Научные интересы Кориолиса были связаны с решением технических задач. Однако, решая такие задачи, он не только использовал строго научные методы, но и развивал саму теоретическую механику. В 1829 году в своей статье «Расчёт действия машин» он писал, что в существовавших в то время прикладных работах, посвящённых действию машин, теория двигателей развита не полностью, а с другой стороны, труды по теоретической механике не содержат почти ничего, относящегося к теории машин. Свою задачу Кориолис видел в устранении этого пробела.
Кориолис первым сформулировал понятие «механическая работа» в его современном понимании. В связи с формулировкой нового понятия и свойствами определяемой им физической величины он предложил переопределить понятие «живая сила», использовавшееся в то время вместо современного термина «кинетическая энергия».
Наименование «живая сила», введённое Лейбницем, первоначально обозначало величину, равную произведению массы тела {\displaystyle m} на квадрат его скорости {\displaystyle v}, то есть {\displaystyle mv^{2}}. Учитывая ту связь, что была выявлена между механической работой и величиной {\displaystyle {\frac {1}{2}}mv^{2}}, Кориолис предложил называть живой силой именно эту величину. Предложение было воспринято положительно, и термин приобрёл то же содержание, что и современный термин «кинетическая энергия».
Работу над теоремой о сложении ускорений Кориолис также начал в прикладных целях. Так, в начале первой из статей, посвящённых этой теореме, он писал: «Определение движения системы тел, присоединённых произвольным образом к точкам, которые сами переносятся в пространстве, является одним из вопросов, наиболее интересных в теории машин».
6 июня 1831 года Кориолис сделал в Академии наук доклад, посвящённый доказательству теоремы в предварительном варианте, а в следующем, 1832 году, в свет вышла его статья, написанная по материалам этого доклада.
В работе 1835 года Кориолис рассмотрел случай, более общий, чем ранее в 1832 году. В новой работе он ввёл в рассмотрение силы инерции нового типа. Их он определил, как силы, перпендикулярные одновременно относительной скорости и оси вращения относительных координатных плоскостей. Величина новых сил была определена как удвоенное произведение угловой скорости вращения подвижной системы координат и величины проекции относительной скорости на плоскость, перпендикулярную оси вращения. Видя между этими силами и центробежной силой инерции некоторую аналогию, Кориолис дал им наименование «сложные центробежные силы» (фр. forces centrifuges composées). Предложенное название, однако, не прижилось, и вскоре общепринятым названием новых сил стало «кориолисовы силы» (или «силы Кориолиса»). 1835 год считается годом появления теоремы Кориолиса в её общем виде.

## Публикации
Из его сочинений наиболее известны:
- «Calcul de l’effets des machines»[10],
- «Traité de mécanique des corps solides»[11]
- «Théorie mathématique du jeu de billard»[12]. Русский перевод выполнен И. Н. Веселовским:  Кориолис Г. Математическая теория явлений бильярдной игры. — ЛКИ, 2007. — 240 с. Архивировано 30 декабря 2011 года..

## Память
- Список величайших учёных Франции, помещённый на первом этаже Эйфелевой башни;
- Кратер на Луне (см. список лунных кратеров)
- Канадское научно-исследовательское судно Coriolis II (англ.)